# Radgrab von Rojrhagen

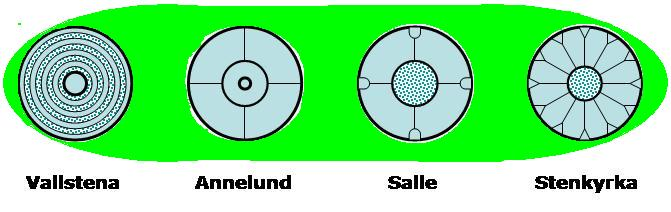
Das Grab entspricht etwa der Darstellung von Salle

Das Radgrab von Rojrhagen bei Stånga (auch Duckarvegraven oder Radgrab von Linde 11:1 genannt) liegt nördlich von Hemse, etwa 1,2 km östlich von Linde, auf der schwedischen Insel Gotland.
Das beim Bau einer Straße zur Hälfte zerstörte Radgrab, auch Radkreuzgrab (schwedisch Hjulgrav bzw. Hjulkorsgrav), ist Teil eines 240 × 140 m großen Gräberfeldes mit zumeist beschädigten Rösen und Steinkreisen aus der Eisenzeit. Das Radgrab hatte einen Durchmesser von etwa 25,0 m und war damit eines der größten in Schweden. In der Mitte (jetzt nahe der Straße) befinden sich die Reste zweier Steinkisten aus Kalkstein.